# Seznam naselij Zagrebške županije
Seznam naselij Zagrebške županije.
Opomba: Naselja v ležečem tisku so opuščena.

## A
Andrilovec - Auguštanovec - 

## B
Baničevec - Banje Selo - Banovo - Bapča - Barbarići Kravarski - Barovka - Bađinec - Bedenica - Beder - Begovo Brdo Žumberačko - Beloslavec - Belčići - Berislavec - Bestovje - Beter - Bešlinec - Bijela Gorica - Biškupec Zelinski - Blaškovec - Blaževdol - Bobovec Rozganski - Bobovica - Bolč - Bosna - Božjakovina - Braslovje - Bratelji - Bratina - Brckovljani - Brdovec - Brebrovac - Breg Mokrički - Bregana - Bregana Pisarovinska - Breganica - Bregovljana - Brezani - Brezari - Brezarić - Brezine - Brezje, Dubrava - Brezje, Sveta Nedelja - Breznik Plešivički - Brezovac Žumberački - Brezovec Zelinski - Brlenić - Brčevec - Budinjak - Bukevje, Orle - Bukevje, Sveti Ivan Zelina - Bukovac Svetojanski - Bukovec Zelinski - Bukovica Prekriška - Bukovje Bistransko - Bukovje Podvrško - Bukovčak - Bunjak - Bunjani - Buzadovac - Buševec - 

## C
Caginec - Careva Draga - Celine Goričke - Celine Samoborske - Celine, Jastrebarsko - Celine, Vrbovec - Cerik - Cerje Pokupsko - Cerje Samoborsko - Cerje - Cernik - Cerovica - Cerovski Vrh - Crna Mlaka - Cugovec - Curkovec - Cvetković - Cvetković Brdo - Cvetnić Brdo - 

## Č
Čabdin - Čakanec - Čeglje - Čemernica Lonjska - Čista Mlaka - Čret Posavski - Črečan - Črnec Dugoselski - Črnec Rugvički - Črnilovec - Črnkovec - Čunkova Draga - Čučići - 

## Đ
Đivan - 

## D
Dane - Deanovec - Derežani - Dijaneš - Dol - Dolanjski Jarak - Dolec Podokićki - Domagović - Domaslovec - Donja Bistra - Donja Drenova - Donja Greda - Donja Kupčina - Donja Lomnica - Donja Obreška - Donja Purgarija - Donja Pušća - Donja Reka - Donja Topličica - Donja Velika - Donja Zdenčina - Donja Zelina - Donje Dvorišće - Donje Orešje - Donje Podotočje - Donje Prekrižje - Donje Psarjevo - Donji Desinec - Donji Hruševec - Donji Laduč - Donji Marinkovac - Donji Markovac - Donji Oštrc - Donji Prnjarovec - Donji Stupnik - Donji Tkalec - Donji Vukšinac - Donji Čemehovec - Donji Šarampov - Draga Svetojanska - Draganje Selo - Dragonoš - Dragovanščak - Dragošička - Drašći Vrh - Drenje Brdovečko - Drenje Šćitarjevsko - Drežnik Podokićki - Drnek - Dropčevec - Dubovec Bisaški - Dubranec - Dubrava Pušćanska - Dubrava Samoborska - Dubrava - Dubravica - Dubravski Markovac - Dugo Selo - Dulepska - Dvoranci - Dvorišće - 

## F
Falašćak - Farkaševac - Farkaševec Samoborski - Festinec - Filipovići - Fuka - 

## G
Gaj - Galgovo - Gladovec Kravarski - Gladovec Pokupski - Glušinja - Goli Vrh, Klinča Sela - Goli Vrh, Rakovec - Goljak - Golubići - Gonjeva - Gorica Jamnička - Gorica Svetojanska - Goričanec - Goričica - Gornja Bistra - Gornja Drenova - Gornja Greda - Gornja Kupčina - Gornja Lomnica - Gornja Obreška - Gornja Purgarija - Gornja Pušća - Gornja Reka - Gornja Topličica - Gornja Vas - Gornja Velika - Gornja Zdenčina - Gornjaki - Gornje Dvorišće - Gornje Orešje - Gornje Podotočje - Gornje Prekrižje - Gornje Psarjevo - Gornji Desinec - Gornji Hruševec - Gornji Laduč - Gornji Marinkovac - Gornji Oštrc - Gornji Prnjarovec - Gornji Stupnik - Gornji Tkalec - Gornji Vinkovec - Gornji Vukšinac - Gostović - Grabarak - Graberanec - Graberec - Graberje Ivanićko - Graberšćak - Grabrić - Gradec Pokupski - Gradec - Gradečki Pavlovec - Gradići - Gradna - Gračac Slavetićki - Gračec - Grdanjci - Greda Breška - Greda - Gregurić Breg - Grgetići - Grič - Guci Draganički - Gudci - Gustelnica -

## H
Habjanovac - Haganj - Harmica - Hartje - Hotnja - Hrastina - Hrastina Samoborska - Hrastje Plešivičko - Hrastje - Hrašća - Hrebine - Hrebinec - Hrnjanec - Hruševec Kupljenski - Hruševec Pušćanski - Hruškovec - Hruškovica - Hrušćica - Hrženik - Hudovo - Hutin - 

## I
Igrišće - Ivanec Bistranski - Ivanić-Grad - Ivančani - Ivančići - Izimje - 

## J
Jablanovec - Jagnjić Dol - Jagodno - Jakovlje - Jalševec Breški - Jalševec Nartski - Jamnica Pisarovinska - Jarušje - Jastrebarsko - Javor - Javorek - Javorje, Brdovec - Jerebić - Jezerine - Jezernice - Ježevo - Johovec - Jurjevčani - Jurkovo Selo -

## K
Kabal - Kalinje - Kalinovica - Kalje - Kamenica - Keleminovec - Kerestinec - Kladešćica - Kladje - Klake - Klinča Sela - Ključ Brdovečki - Ključić Brdo - Klokočevec Samoborski - Kloštar Ivanić - Kobilić - Kolenica - Komin - Konak - Konjarić Vrh - Konšćani - Konšćica - Kopčevec - Kordići Žumberački - Koritna - Kostanj - Kostanjevac - Kostanjevec Podvrški - Kostel Pribićki - Kotari - Kozinščak - Kozjača - Kozlikovo - Kraj Donji - Kraj Gornji, Dubravica - Kraj Gornji, Marija Gorica - Krajska Ves - Kraljev Vrh, Jakovlje - Kraljev Vrh, Preseka - Kravarsko - Kravljak - Krašić - Krečaves - Krišci - Križ - Križevčec - Krkač - Krnežići - Krupače - Krušljevac - Kunđevac, Dubrava - Kupeć Dol - Kupinec - Kupljenovo - Kupčina Žumberačka - Kurpezova Gorica - Kusanovec - Kućari - Kuče - Kučer - 

## L
Ladina - Laktec - Lazi Turopoljski - Lazina Čička - Ledina - Lekneno - Leprovica - Lepšić - Lijevi Degoj - Lijevi Dubrovčak - Lijevi Štefanki - Lijevo Sredičko - Lipnica - Lipovec Lonjski - Lokošin Dol - Lonjica - Lovrečka Varoš - Lovrečka Velika - Lubena - Lug Samoborski - Lugarski Breg - Luka, Vrbovec - Luka, Zagrebška županija - Lukarišće - Lukavec Sutlanski - Lukavec - Lukinić Brdo - Lukovo - Lupoglav - Lučelnica - Lužnica - 

## M
Majkovec - Majur - Mala Buna - Mala Gorica - Mala Hrastilnica - Mala Jazbina - Mala Kosnica - Mala Ostrna - Mala Rakovica - Mali Brezovec - Mali Lipovec - Malunje - Manja Vas - Marenić - Marija Gorica - Marija Magdalena - Marinovec Zelinski - Markuševec Turopoljski - Markušići - Martinska Ves - Mački - Medsave - Medven Draga - Merenje - Miladini - Mirkopolje - Mičevec - Mlaka - Mokrica Tomaševečka - Molvice - Mostari - Mraclin - Mrzlo Polje Žumberačko - 

## N
Nart Savski - Naselje Stjepana Radića - Negovec - Nespeš - Noršić Selo - Nova Kapela, Dubrava - Novaki Bistranski - Novaki Nartski - Novaki Oborovski - Novaki Petrovinski - Novaki Šćitarjevski - Novaki, Dubrava - Novaki, Sveta Nedelja - Novakovec Bisaški - Novo Brdo - Novo Mjesto - Novo Selo Okićko - Novo Selo Žumberačko - Novo Selo, Vrbovec - Novo Čiče - Novoselec - 

## O
Obed - Obedišće - Obedišće Ježevsko - Oborovo - Oborovo Bistransko - Obrezina - Obrež Zelinski - Ogulinec - Okešinec - Okuje - Okunšćak - Omamno - Opatija - Opatinec - Oplaznik - Orešje Okićko - Orešje - Orle - Osredek Žumberački - Osunja - Otok Nartski - Otok Svibovski - Otruševec - Otrčkovec - 

## P
Paljugi - Paruževac - Paukovec - Pavlovčani - Pavučnjak - Pehardovac - Pesak - Peskovec - Petina - Petkov Breg - Petravec - Petričko Selo - Petrovina - Petrovina Turopoljska - Pećno - Pirakovec - Pisarovina - Plavci - Plešivica - Pluska - Podgorje Jamničko - Podgrađe Podokićko - Podjales - Podlužan - Podolec - Podvornica - Podvrh - Pogančec - Pojatno - Pokasin - Poklek - Pokupsko - Poljana Čička - Poljana - Poljanica Bistranska - Poljanica Okićka - Poljanski Lug - Pologi - Polonje - Polonje Tomaševečko - Posavski Bregi - Potočec - Praščevac - Predavec - Prekrižje Plešivičko - Prepolno - Prerovec - Preseka - Preseka Oborovska - Pretoki - Prevlaka - Prečec - Prečno - Prhoć - Pribić Crkveni - Pribić - Prigorje Brdovečko - Prikraj - Prilesje - Prilipje - Prkos Ivanićki - Prodin Dol - Prosinec - Prozorje - Prudnice - Prvinci - Prvonožina - Puhovo - Pustike - 

## R
Radina Gorica - Radinovo Brdo - Radoišće - Radulec - Rakitje - Rakitovec - Rakov Potok - Rakovec - Rastoki - Razljev - Redovje - Remetinec - Repinec, Gradec - Repišće - Rečica Kriška - Reštovo Žumberačko - Ribnica - Rozga - Roženica - Rude - Rude Pribićke - Rugvica - Ruča - 

## S
Salajci - Salnik - Samobor - Samoborec - Samoborski Otok - Sasi - Savršćak - Savska Cesta - Savski Marof - Selce Žumberačko - Selnica Psarjevačka - Selnica Šćitarjevska - Selsko Brdo - Sječevac - Slani Dol - Slapnica - Slatina - Slavagora - Slavetić - Smerovišće - Sobočani - Sop - Sop Bukevski - Sopote - Sošice - Srebrnjak - Srednja Velika - Srednjak - Staničići Žumberački - Stankovo - Stančić - Stara Kapela - Stara Marča - Stari Glog - Stari Grad Žumberački - Staro Čiče - Stojdraga - Strezojevo - Strmac Pribićki - Strmec Bukevski - Strmec, Preseka - Strmec, Sveta Nedelja - Struga Nartska - Stružec Posavski - Stupe - Stupnički Obrež - Suhodol Zelinski - Suša, Orle - Sveta Helena - Sveta Nedelja - Sveti Ivan Zelina - Sveti Križ - Sveti Martin Pod Okićem - Svetonedeljski Breg - Svibje - Svinjarec - Svrževo - 

## Š
Šalovec - Šelovec - Šemovec Breški - Šenkovec - Šestak Brdo - Šibice - Šiljakovina - Šimraki - Šipački Breg - Širinec - Štakorovec - Šulinec - Šumećani - Šurdovec - Šušnjari - Šćapovec - Šćitarjevo - 

## T
Tarno - Tedrovec - Tihočaj - Tisovac Žumberački - Tomaševci - Tomaševec, Sveti Ivan Zelina - Toplice - Topolje - Topolovec Pisarovinski - Topolovec, Vrbovec - Trebovec - Trnje - Trstenik Nartski - Trstenik - Tržić - Tupčina - Turkovčina - Turopolje - Tučenik - 

## V
Vadina - Valetić - Veleševec - Velika Buna - Velika Gora - Velika Gorica - Velika Hrastilnica - Velika Jamnička - Velika Jazbina - Velika Kosnica - Velika Mlaka - Velika Ostrna - Velika Rakovica - Veliki Brezovec - Veliki Lipovec - Veliki Vrh - Vezišće - Vinkovec - Visoće - Višnjevec Podvrški - Višći Vrh - Vlašić Brdo - Vlaškovec - Volavje, Jastrebarsko - Vranjak Žumberački - Vranov Dol - Vratnik Samoborski - Vrbovec Samoborski - Vrbovec - Vrbovečki Pavlovec - Vrbovo Posavsko - Vrhovec - Vrhovčak - Vukomerić - Vukovina - Vukovje Zelinsko - Vukovo Brdo - Vukovo Selo - Vukšin Šipak - Vučilčevo - 

## Z
Zablatje Posavsko - Zabrđe - Zadrkovec - Zaklepica - Zaprešić - Zdenci Brdovečki - Zdihovo - Zelina Breška - Zetkan - Zgališće - Zgurić Brdo - Zrinšćina - Zvekovac - Zvonik - 

## Ž
Žabnica - Žabnjak - Žamarija - Žejinci - Željezno Žumberačko - Žitarka - Žitkovčica - Žitomir - Žlebec Gorički - Žlebec Pušćanski - Žukovec - Žumberak - Žunci - 